# 土肥豊隆

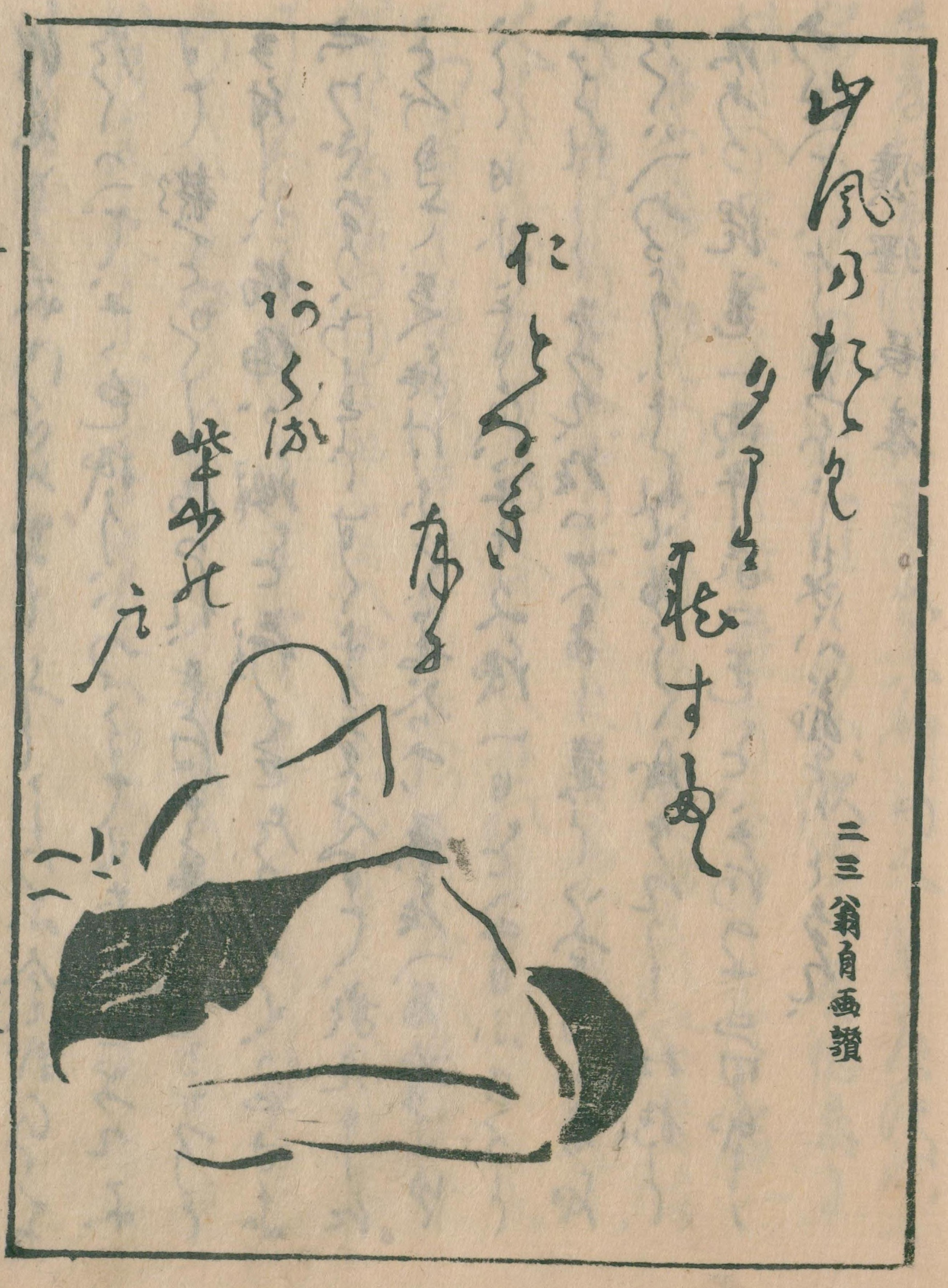
土肥二三の自画讃（『近世畸人伝』）

土肥 豊隆（どひ とよたか、1639年(寛永16年) - 1732年2月1日（享保17年1月6日）は、江戸時代初期の有楽流(織田貞置流)茶人。三河吉田藩士。通称は「孫兵衛」。土肥二三(じさん)と名乗り、自在軒と号した。

## 来歴
寛永16年(1639年)生まれ。
三河吉田藩・物頭役として知行200石を食む。通称は孫兵衛。余技として平家物語などを巧みに吟じたが、奏でた琵琶は「杜鵑」の銘のある秘蔵の逸品であった。挿し花や香道を嗜み、伽羅の名香も所蔵した。有楽流の茶道を織田貞置に師事して修める。一子を失くした事により、世を儚んで元禄3年(1690年)致仕。京都の岡崎に草庵を結んで隠棲し、風流の余生をおくった。
と詠んで「自在軒」と号した。
享保17年1月6日(1732年2月1日)死去。享年94歳。
数寄者として知られ近衛家煕、鷹司輔信らとも交流があった。土佐藩士・谷村自足などの門人がいた。

## 補註
1. 1 2 3  『土佐茶人系譜』甲藤勇著
2. 1 2 3 4 5 6  『朝日日本歴史人物事典』
3. 1 2  『日本人名大辞典』
4. ↑  『近世畸人伝(正・続)』